# Nowopole (powiat żuromiński)
Nowopole – wieś w Polsce położona w województwie mazowieckim, w powiecie żuromińskim, w gminie Siemiątkowo. Ma status sołectwa.
W latach 1975–1998 miejscowość położona była w województwie ciechanowskim.